# Gouvernement Modibo Diarra (1)
République du Mali
C.M.K. Sidibé Diarra II
Le 22 mars 2012, le président Amadou Toumani Touré est renversé par un coup d’État militaire. Le  Comité national pour le redressement de la démocratie et la restauration de l’État (CNRDR) prend le pouvoir avec à sa tête le capitaine Amadou Sanogo. Ce coup d’État est condamné par une grande partie de la classe politique et par la communauté internationale. À la suite d'une médiation de la Communauté économique des États de l'Afrique de l'Ouest (Cédéao), la junte signe un accord de sortie de crise le 6 avril. Elle accepte de remettre le pouvoir au civil si le président Amadou Toumani Touré démissionne, ce qu’il fait le 8 avril. Le 12 avril, le président de l’assemblée nationale Dioncounda Traoré est investi président par intérim du Mali.
Il nomme Cheick Modibo Diarra Premier ministre le 17 avril
Mercredi 25 avril 2012, le Premier ministre nomme son Gouvernement constitué de techniciens et de militaires. Le FUDR, opposé à la junte, considère que « ce gouvernement a été formé en violation flagrante de l'accord-cadre » en raison notamment de militaires à des postes clés lié à la sécurité mais annonce qu’elle n’entravera pas son action. Le Mouvement populaire du 22 mars (MP22), favorable à la junte considère que « ce gouvernement ne peut nullement incarner le changement auquel aspirent fondamentalement les populations maliennes ».
Le 20 août 2012, un nouveau gouvernement d'union nationale est formé.

## Composition du gouvernement du 25 avril 2012
- Premier ministre : Cheick Modibo Diarra
- Ministre d’État, ministre des Affaires étrangères et de la Coopération internationale:  Sadio Lamine Sow
- Ministre de l’Économie, des Finances et du Budget : Tiéna Coulibaly
- Ministre de la Défense et des Anciens combattants :Colonel-major Yamoussa Camara
- Ministre de la Sécurité intérieure et de la Protection civile: Colonel Tiéfing Konaté
- Ministre de la Fonction publique, de la Gouvernance et des Réformes administratives et politiques, chargé des Relations avec les institutions :  Mamadou Namory Traoré
- Ministre de l’Administration territoriale, de la Décentralisation  et de l’Aménagement du territoire: Colonel Moussa Sinko Coulibaly
- Ministre du Commerce, des Mines et de l’Industrie:  Ahmadou Touré
- Ministre de l’Agriculture, de l’Élevage et de la Pêche:  Moussa Léo Sidibé
- Ministre de la Jeunesse, du Travail, de l’Emploi  et de la Formation professionnelle:  Mamadou Diakité
- Ministre de la Santé:  Soumana Makadji
- Ministre de l’Éducation, de l’Alphabétisation et de la Promotion des langues nationales: Adama Ouane
- Ministre de la Justice, Garde des sceaux:  Malick Coulibaly
- Ministre des Maliens de l’extérieur et de l’Intégration africaine: Mme Traoré Rokiatou Guikiné
- Ministre de l’Action humanitaire, de la Solidarité et des Personnes âgées: Docteur Mamadou Sidibé
- Ministre de la Famille, de la Promotion de la  femme et de l’enfant:  Mme Alwata Ichata Sahi
- Ministre de l’Énergie, de l’Eau et de l’Environnement:  Alpha Bocar Nafo
- Ministre de l’Artisanat, de la Culture et du Tourisme:  Mme Diallo Fadima Touré
- Ministre de la Communication, de la Poste et des Nouvelles technologies, Porte- Parole du Gouvernement:  Hamadoun Touré
- Ministre de l’Équipement, des Transports, du Logement et de l’Urbanisme:  Mamadou Coulibaly
- Ministre de l’Enseignement supérieur et de la Recherche scientifique:  Harouna Kanté
- Ministre des Sports:  Hameye Founé Mahalmadané
- Ministre délégué auprès du ministre de l’Économie, des Finances et du Budget, chargé du Budget : Marimpa Samoura
- Ministre délégué auprès du ministre de la Fonction publique, Chargé des Réformes politiques et des Relations avec les institutions: Yacouba Diallo
- Ministre délégué auprès du Ministre de la Jeunesse, du Travail et de l’Emploi et de la Formation professionnelle, chargé  de la Jeunesse et de la Formation professionnelle:  Bruno Maïga.